# Verband der Gärtner und Gärtnereiarbeiter
Der Verband der Gärtner und Gärtnereiarbeiter war eine Arbeitnehmerorganisation der Gärtner und Gärtnerei-Arbeiter des Deutschen Reichs und eine der Vorläuferorganisationen der Gewerkschaft Öffentliche Dienste, Transport und Verkehr (ÖTV).

## Geschichte
Im Zuge der Industrialisierung entstanden im 19. Jahrhundert eine schnell anwachsende Zahl von Gartenbaubetrieben, aus denen sich in rascher Folge sowohl Arbeitgeber- wie auch Organisationen von Arbeitnehmern formierten. So entstand in der Gründerzeit des Deutschen Kaiserreichs im Jahr 1872 die zunächst Deutscher Gärtner Verband genannte erste deutsche Arbeitnehmervereinigung ihrer Art, aus der sich 1890 der Allgemeine Deutsche Gärtnerverein bildete.
Unterdessen hatte sich parallel dazu im Jahr 1889 der Zentralverein Deutscher Gärtner gegründet, auch Central-Verein der Gärtner genannt, aus dem sich bald die Deutsche Gärtnervereinigung als zweite Arbeitnehmerorganisation der Gärtner in Deutschland bildete.
1904 vereinigten sich die beiden Organisationen, die ab 1919 unter dem Namen Verband der Gärtner und Gärtnereiarbeiter fungierten. 1930 schloss sich diese Vereinigung mit den drei weiteren Organisationen Deutscher Verkehrsbund, dem Verband der Gemeinde- und Staatsarbeiter und dem Verband Deutscher Berufsfeuerwehrmänner zum Gesamtverband der Arbeitnehmer der öffentlichen Betriebe und des Personen- und Warenverkehrs zusammen, einer Vorläuferorganisation der ÖTV.

## Verbandsblatt
Das Verbandsblatt der Organisation, das anfangs als Fachbildungsblatt herausgegeben wurde und nach und nach gewerkschaftlichen Charakter annahm,  war die von 1891 bis 1933 in 39 Jahrgängen erschienene Zeitschrift Allgemeine Deutsche Gärtner-Zeitung.